# Verdana
Verdana – popularny krój pisma dostępny w postaci fontu TrueType, zaprojektowany przez Matthew Cartera, z hintingiem przygotowanym przez Thomasa Ricknera. Celem była maksymalna czytelność na ekranie, nawet przy niewielkim stopniu pisma. Swoją premierę Verdana miała 8 lipca 1996 roku. Nazwa pochodzi od angielskiego przymiotnika verdant określającego odcień zieleni. Verdana została zaprojektowana w Seattle charakteryzującym się dużą powierzchnią obszarów zieleni miejskiej.

## Cechy
Verdana cechuje się poszerzonym oczkiem i odstępami międzyliterowymi, co zapobiega optycznemu zlewaniu się liter na ekranie. Zadbano także o łatwą rozróżnialność znaków 1 (cyfra jeden), l (mała litera L) oraz I (wielka litera i).

## Przykłady
- Verdana
- poniższy akapit zostanie wyświetlony za pomocą kroju Verdana, w przypadku jego braku, za pomocą kroju stałopozycyjnego (nieproporcjonalnego).

Lorem ipsum dolor sit amet, consectetur adipisicing elit, sed do eiusmod tempor incididunt ut labore et dolore magna aliqua. Ut enim ad minim veniam, quis nostrud exercitation ullamco laboris nisi ut aliquip ex ea commodo consequat. Duis aute irure dolor in reprehenderit in voluptate velit esse cillum dolore eu fugiat nulla pariatur. Excepteur sint occaecat cupidatat non proident, sunt in culpa qui officia deserunt mollit anim id est laborum. Cyfry: 0123456789; polskie znaki diakrytyczne: ąćęłńóśźżĄĆĘŁŃÓŚŹŻ; znaki podobne: l I 1 , O 0 ; przykład transkrypcji IPA: /ɪɡ'zɑːmpəl əv aɪpiː'eɪ tɹɑːn'skɹɪpʃən/. Arabski: العربية (al-ʻarabiyyah); chiński: 这是一些汉字。 (zhè shì yī xiē hàn zì.); cyrylica: Кириллица (kirillitsa); grecki: Ελληνικά (elliniká); khmerski: កខ; litery skandynawskie: ÅÄÆÖØ åäæöø; tajski: ฟหกดึ้.